# Myer Galpern, Baron Galpern

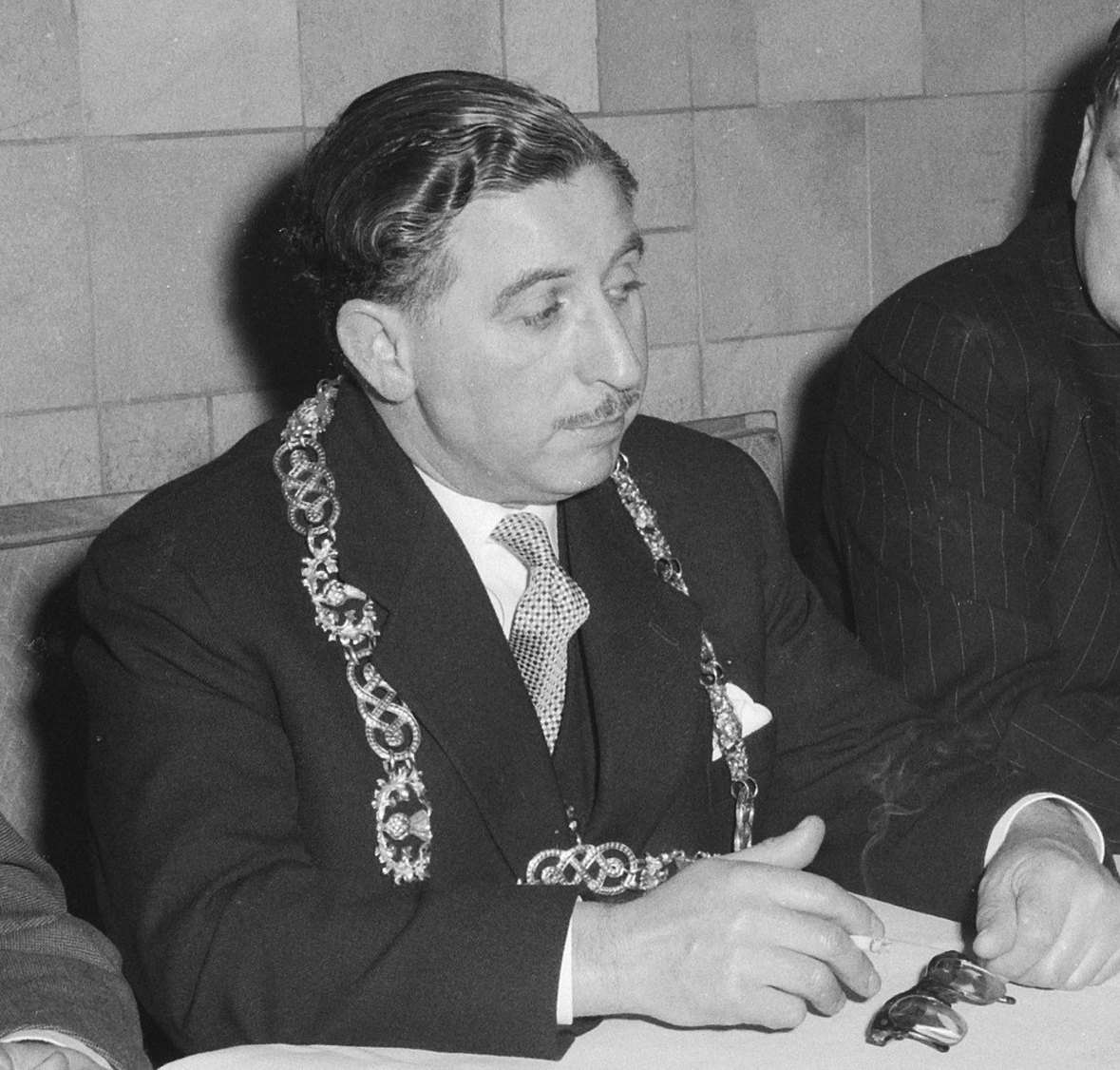
Myer Galpern (1959)

Myer Galpern, Baron Galpern DL (* 1. Januar 1903 in Glasgow; † 23. September 1993) war ein britischer Politiker der Labour Party, der erster jüdischer Oberbürgermeister von Glasgow, zwanzig Jahre lang Abgeordneter des House of Commons sowie einige Jahre stellvertretender Sprecher des Unterhauses war und 1979 als Life Peer aufgrund des Life Peerages Act 1958 Mitglied des House of Lords wurde.

## Leben

### Lord Provost von Glasgow und Unterhausabgeordneter
Galpern, Sohn eines jüdischen Raumausstatters, absolvierte nach dem Besuch der Hutcheson’s Boys’ Grammar School ein Studium an der University of Glasgow und eröffnete später ein eigenes Raumausstattungsgeschäft in Glasgow.
Seine politische Laufbahn begann er in der Kommunalpolitik, als er 1932 als Vertreter der Labour Party zum Mitglied des Stadtrates von Glasgow (Glasgow Corporation) gewählt wurde und diesem bis 1960 angehörte. 1958 wurde er als Nachfolger von Andrew Hood zum ersten jüdischen Oberbürgermeister (Lord Provost of Glasgow) gewählt und bekleidete diese Funktion, in der er auch Vorsitzender des Stadtrates war, zwei Jahre lang bis zu seiner Ablösung durch Jean Roberts 1960.
Bei den Unterhauswahlen vom 8. Oktober 1959 wurde er als Nachfolger seines Parteifreundes John McGovern im Wahlkreis Glasgow Shettleston erstmals als Abgeordneter in das House of Commons gewählt. Bei dieser Wahl konnte er sich mit einer absoluten Mehrheit von 22.916 Stimmen (60,9 Prozent) deutlich gegen seinen Herausforderer von der Conservative Party, D. E. Donaldson, durchsetzen, der lediglich auf 14.743 Stimmen (39,2 Prozent) kam. Bei den darauf folgenden Unterhauswahlen wurde er jeweils mit absoluten Mehrheiten wiedergewählt und gehörte dem House of Commons bis zu seinem Verzicht auf eine erneute Kandidatur bei den Unterhauswahlen am 3. Mai 1979 an.
Am 12. Februar 1960 wurde Galpern zum Knight Bachelor geschlagen und führte fortan den Namenszusatz „Sir“. Am 10. September 1962 wurde er darüber hinaus zu einem der Deputy Lieutenant des County of the City of Glasgow berufen.

### Stellvertretender Unterhaussprecher und Oberhausmitglied
1974 wurde Galpern zunächst zweiter stellvertretender Vorsitzender des (nicht existenten) Ausschusses für Wege und Mittel (Second Deputy Chairman of Ways and Means) und war zuletzt vom 3. Februar 1976 bis zum 15. Mai 1979 Erster stellvertretender Vorsitzender dieses "Ausschusses". Damit fungierte er als einer der stellvertretenden Sprecher des Unterhauses (Deputy Speaker of the House of Commons).
Durch ein Letters Patent vom 10. Juli 1979 wurde Galpern aufgrund des Life Peerages Act 1958 als Life Peer mit dem Titel Baron Galpern, of Shettleston in the District of the City of Glasgow, in den Adelsstand erhoben und gehörte bis zu seinem Tod dem House of Lords als Mitglied an. 
Seine offizielle Einführung (House of Lords) erfolgte am 14. Juni 1978 mit Unterstützung durch Samuel Segal, Baron Segal, und Reginald Wells-Pestell, Baron Wells-Pestell. Baron Galpern war Vorsitzender zahlreicher jüdischer Wohlfahrtsorganisationen in Glasgow.